# Bernd Schutzeigel
Bernd Schutzeigel (* 6. Juli 1965 in Iserlohn) ist ein ehemaliger deutscher Eishockeyspieler, der unter anderem für den Iserlohner EC in der zweithöchsten deutschen Spielklasse aktiv war.

## Karriere
Bernd Schutzeigel debütierte im Herrenbereich in der Saison 1982/83 beim ERC Westfalen Dortmund, mit dem er am Ende der Spielzeit in die Oberliga aufstieg. Diesen Erfolg wiederholte er bei seiner nächsten Karrierestation, dem ESC Ahaus, in der Saison 1985/86. Nachdem die Mannschaft zwei Jahre später aus der Oberliga zurückgezogen worden war, verbrachte er eine Saison beim EC Bergkamen in der NRW-Liga. Ab 1989 spielte der Verteidiger für zwei Jahre beim Oberligisten EHC Unna, bevor er über eine Zwischenstation beim EC Lünen zum ASV Hamm kam. Mit dem Team feierte er in der Spielzeit 1992/93 seinen dritten Oberliga-Aufstieg. Im Sommer 1994 schloss er sich dem neu gegründeten Iserlohner EC an, mit dem er im Premierenjahr in die direkt unterhalb der Deutschen Eishockey Liga (DEL) angesiedelten 1. Liga aufstieg. Nach einem Jahr als Zweitliga-Spieler beendete er nach der Saison 1995/96 seine aktive Karriere.
Bernd Schutzeigel leitet die Geschäftsstelle der Iserlohn Roosters, im Jahr 2018 wurde ihm Prokura zugesprochen.

## Erfolge und Auszeichnungen
- 1983 Aufstieg in die Oberliga mit dem ERC Westfalen Dortmund
- 1986 Aufstieg in die Oberliga mit dem ESC Ahaus
- 1993 Aufstieg in die Oberliga mit dem ASV Hamm
- 1995 Aufstieg in die 1. Liga mit dem Iserlohner EC

## Karrierestatistik
(Legende zur Spielerstatistik: Sp oder GP = absolvierte Spiele; T oder G = erzielte Tore; V oder A = erzielte Assists; Pkt oder Pts = erzielte Scorerpunkte; SM oder PIM = erhaltene Strafminuten; +/− = Plus/Minus-Bilanz; PP = erzielte Überzahltore; SH = erzielte Unterzahltore; GW = erzielte Siegtore; 1 Play-downs/Relegation; Kursiv: Statistik nicht vollständig)